# ティーナ・カリーナの「しゃべリーナ!かたリーナ!聞いてミーナ!」
『ティーナ・カリーナの「しゃべリーナ!かたリーナ!聞いてミーナ!」』（ティーナ・カリーナの「しゃべリーナ!かたリーナ!きいてミーナ!」）は、JFN系列で放送していたラジオ番組である。

## 概要
ティーナ・カリーナによる、初めての冠レギュラーラジオ番組。
大阪出身・仙台在住のティーナ・カリーナが関西弁でトークをする。番組内でリスナーは、「ティーナカさん」もしくは「ミーミカシーナ」と呼ぶ。

## コーナー
- ゲストとしゃべリーナ!
隔週登場するゲストとティーナがお喋りするコーナー。このコーナー内でも下記のメールで紹介されるコーナーをゲストと行う場合もある。

- アカン恋愛相談室
ダメな…アカン恋愛を、そんなんじゃダメ～!アカ～ン!…とティーナがバッサリ切り、 いい一歩を踏み出せる後押しするコーナー

- カルチャーショック選手権
大阪出身のティーナが、仙台に引っ越したらカルチャーショック的なことがたっっくさん!アナタが体験したことがある…または、聞いたことのあるカルチャーショックを募集し、リスナーと電話を繋ぐコーナー

- 職場の悩、話してみーナ!
職場の悩み、仕事の悩み…ティーナがしかと聞いて、私だったらどうやって解決するか、 そして、できることなら解決させるくらいの意気込みで悩み相談に乗るコーナー

- 男の苦情・女の苦情、言っちゃイ～ナ!
男性に対しての女性が…女性に対して男性が積もらせているちょっとした苦情、グチにティーナが付き合うコーナー

- しもた選手権
思わず「しもた～!」と呟きたくなった出来事、周りの明らかに「しもた～！」と思っていた人の話を募集するコーナー

- ティーナ、モテ女への道
ティーナがモテ女になるための秘訣を、視聴者目線でアドバイスするコーナー

- ちょっとええ話
日常生活でちょっとすさんだあなたと私の心をほっこりさせる、癒しのコーナー。視聴者のまわりの素敵な出来事、ちょっぴりいい話を募集するコーナー

- 全日本！ガサツ王をねらえ!!
ガサツな人のガサツ話を募集するコーナー

## ネット局
- Date fm 火 20:00-20:25
- Rhythm Station 日 19:30-20:00
- ふくしまFM 木 20:00-20:30
- FM長野 日 25:00-25:30
- HELLO FIVE 金 17:00-17:30
- FM福井 土 26:30-27:00
- FM AICHI 土 19:00-19:30
- レディオキューブFM三重 火 20:00-20:30
- e-radio 土 19:30-19:55
- FM OSAKA 木 5:00-5:30
- Kiss FM KOBE 土 19:30-20:00
- OKAYAMA FM 土 9:00-9:30
- HFM 木 10:30-11:00
- FMY 土 20:00-20:30
- FM徳島 日 18:30-19:00
- Hi-Six 土 20:00-20:30
- FMK 火 20:00-20:30